# Paranthrene dollii
Doll's Clearwing, Paranthrene dollii (tên tiếng Anh: Cottonwood Clearwing hoặc Poplar Borer) là một loài bướm đêm thuộc họ Sesiidae. Nó được tìm thấy ở Bắc Mỹ.

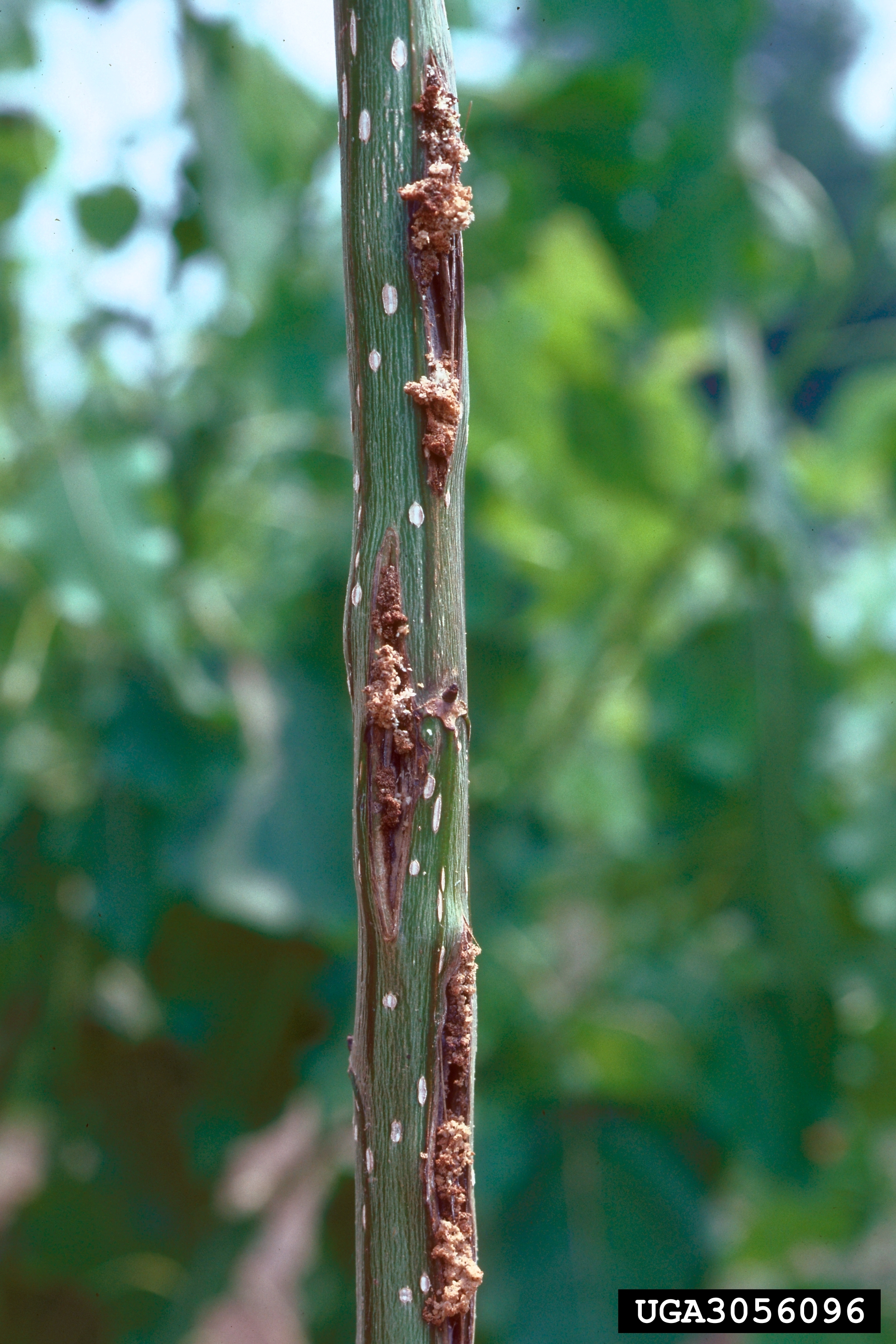
damage

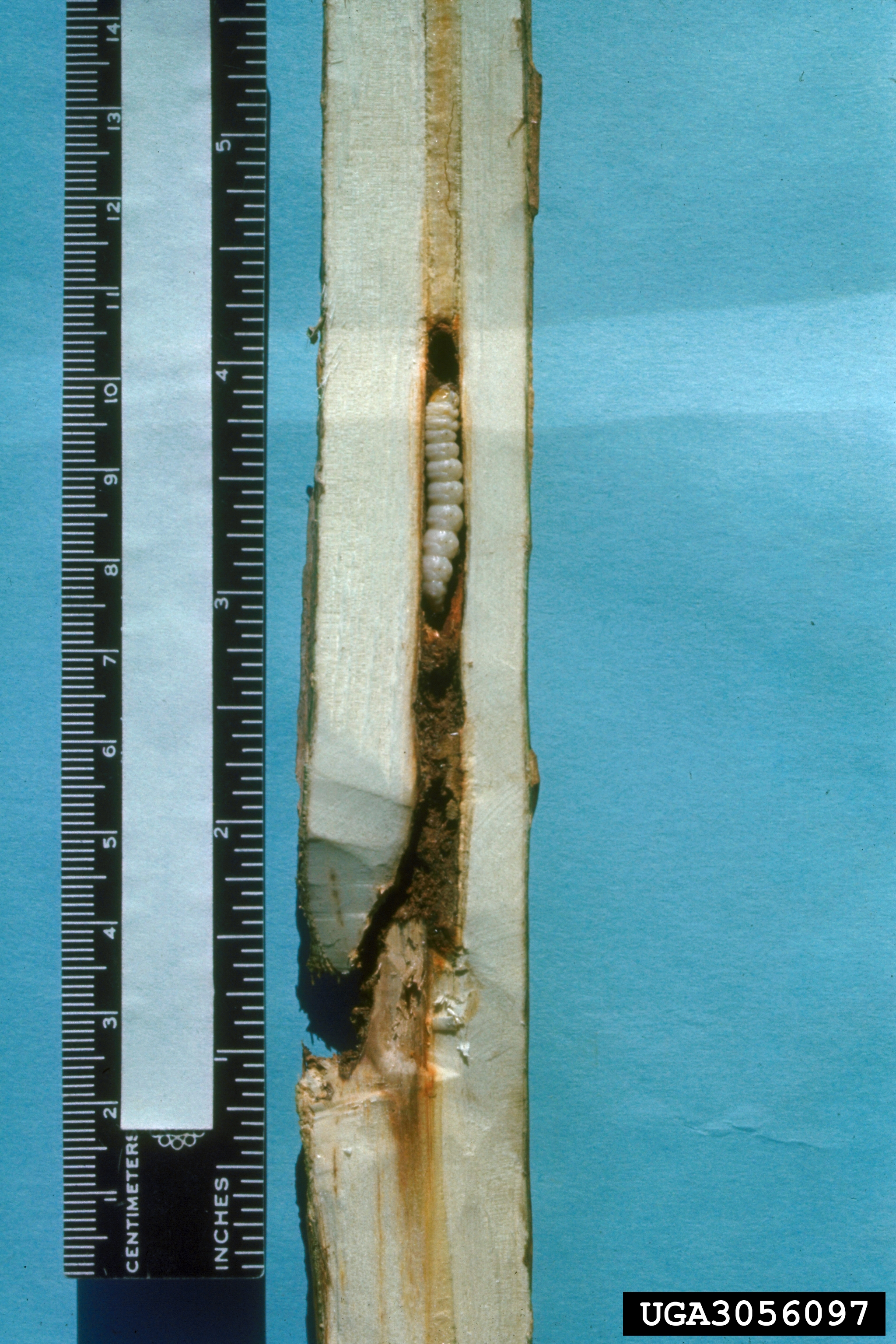
damage

Sải cánh dài khoảng 37 mm. Con trưởng thành bay từ tháng 5 đến tháng 7.
Ấu trùng ăn dương và liễu.

## Hình ảnh

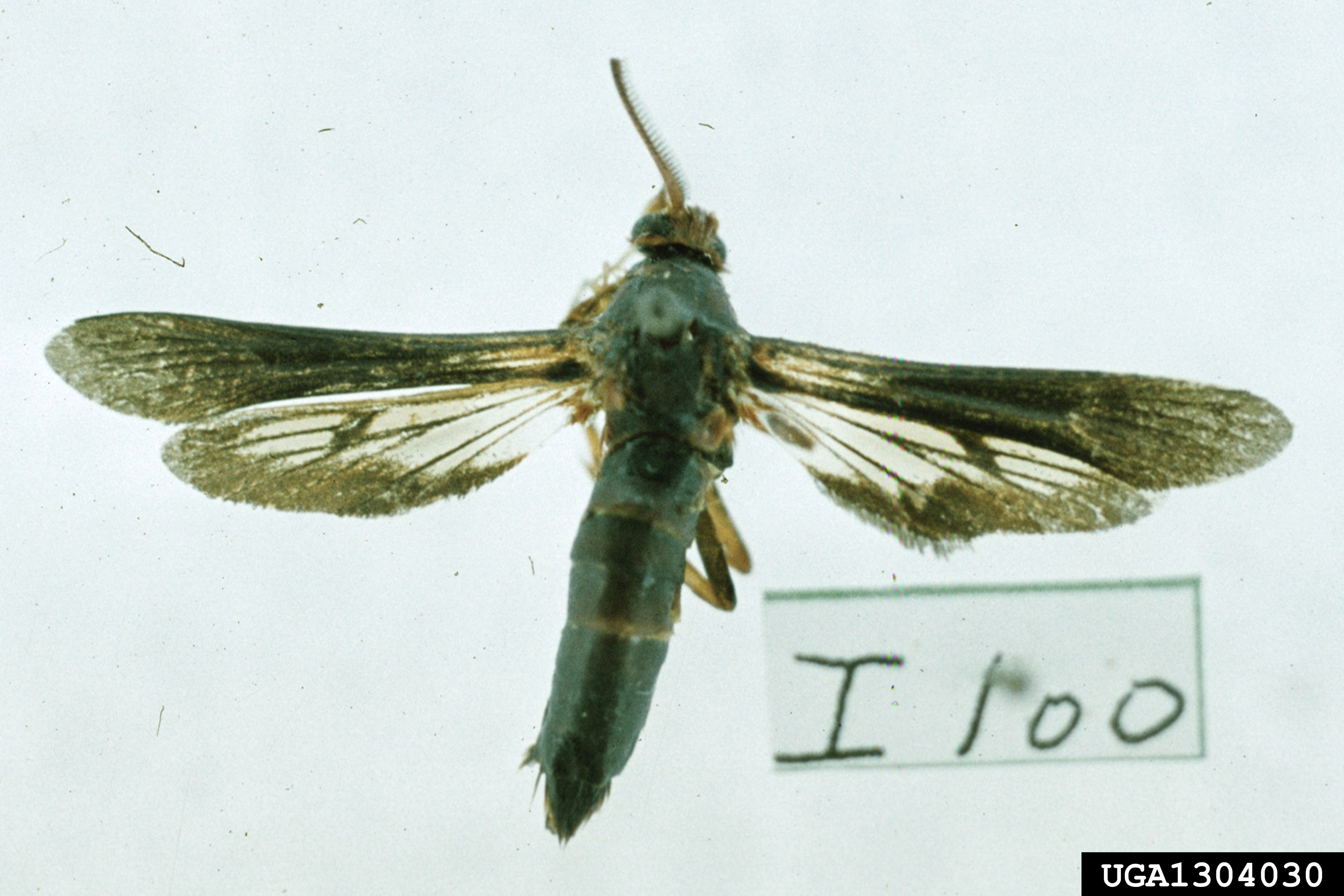
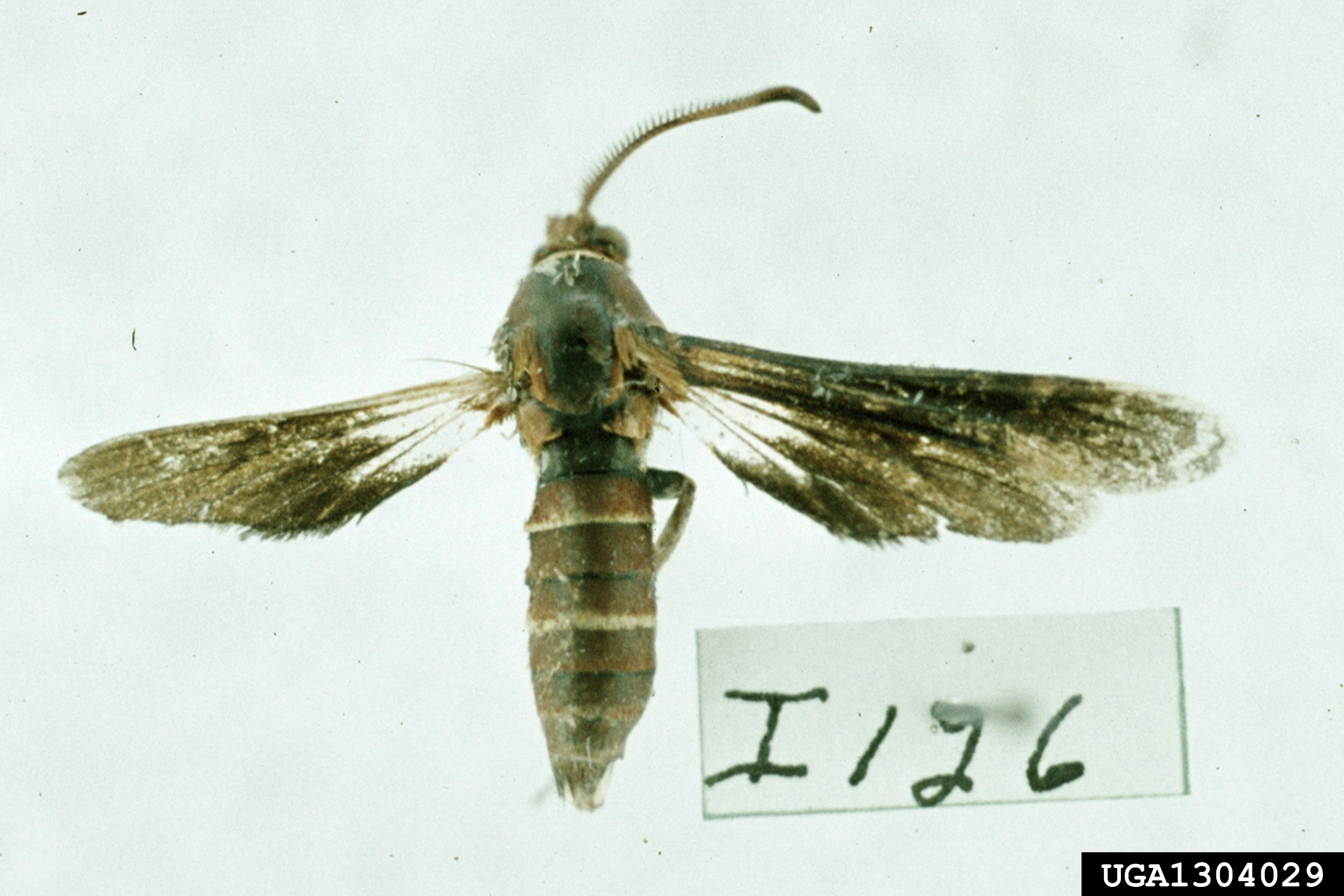
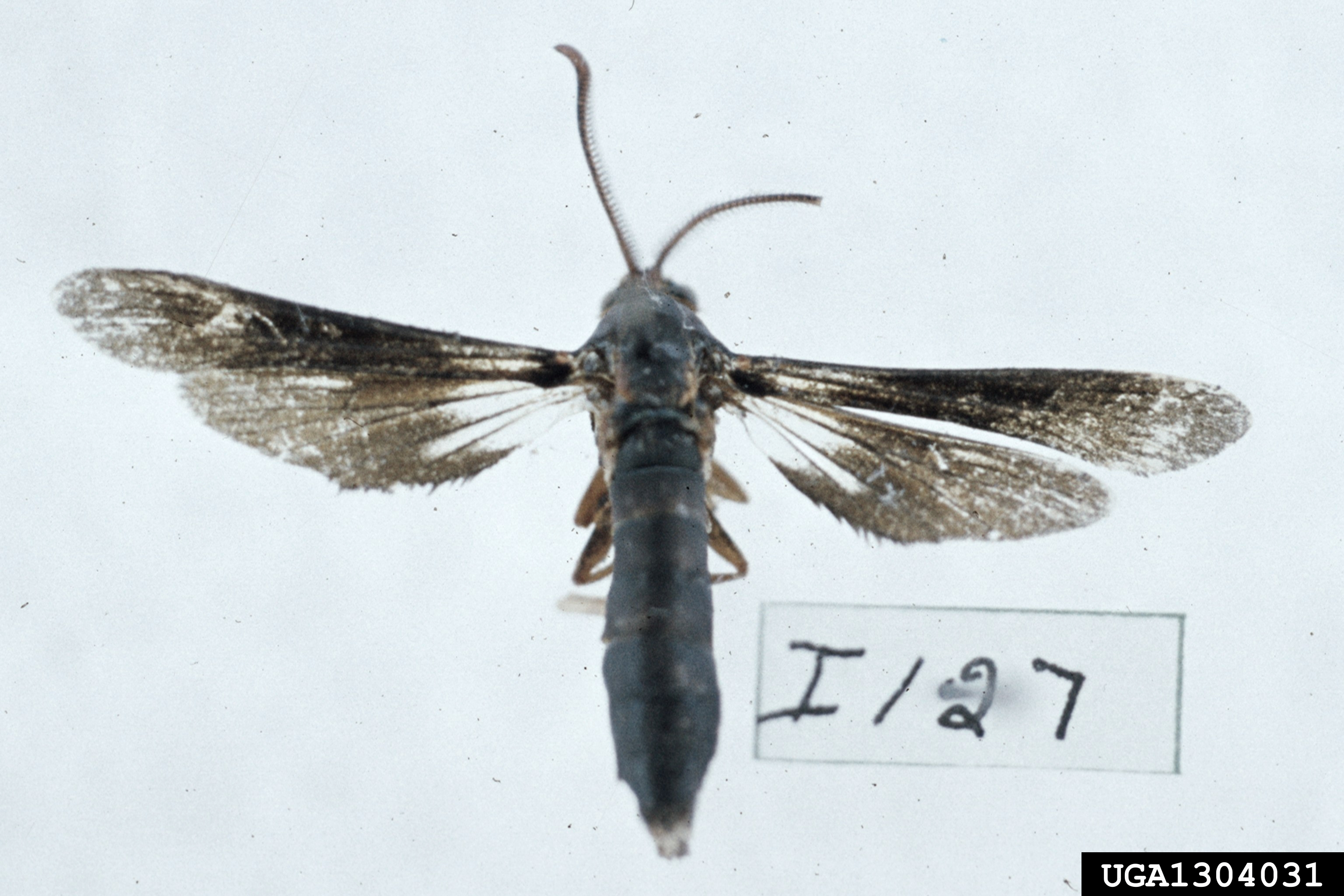
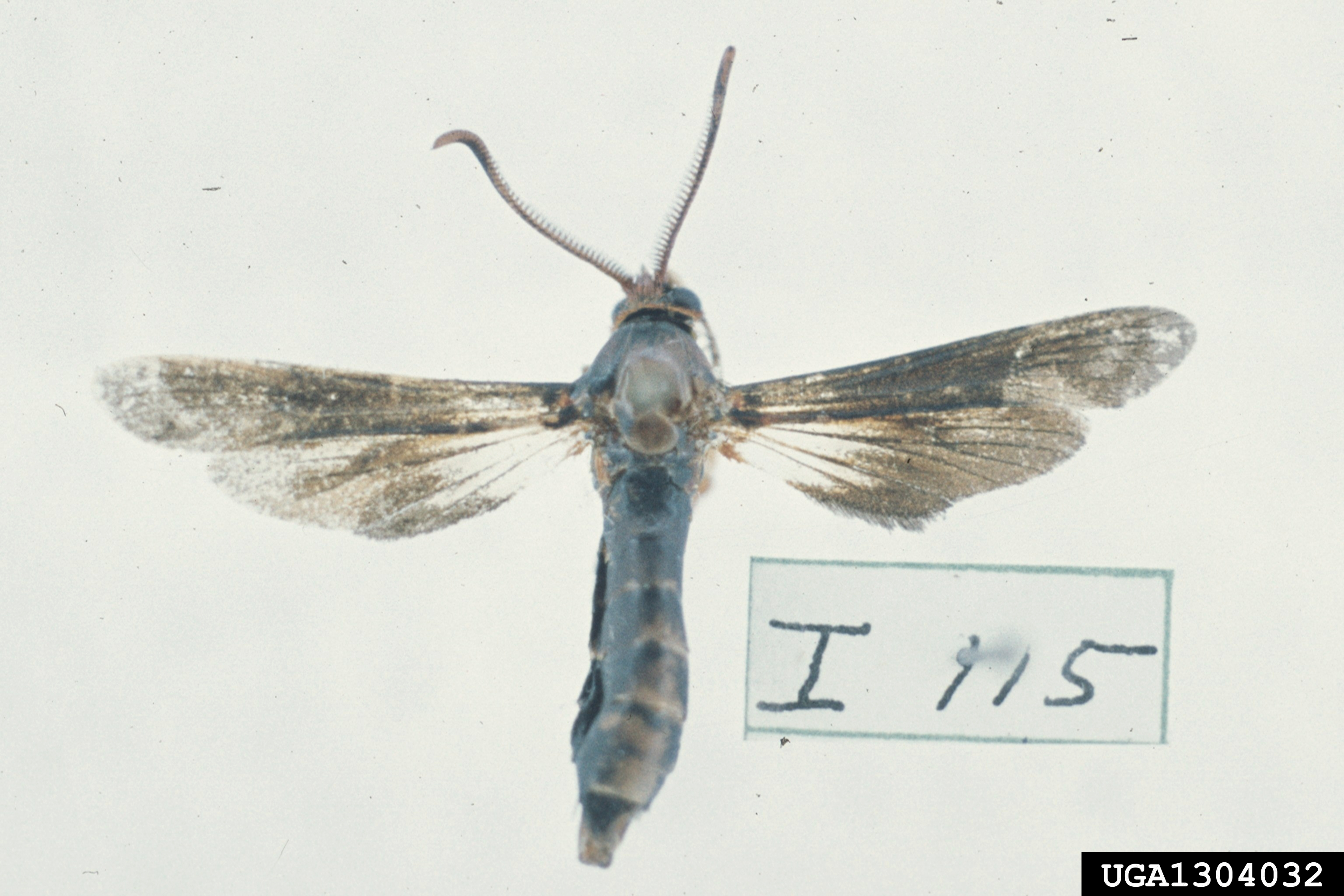